# Kanal korena zuba
Kanal korena zuba je anatomski prostor koji se prirodno javlja unutar korena zuba. Sastoji se od pulpne komore (unutar koronalnog dela zuba), glavnog kanala,i složenijih anatomskih grana koje mogu povezivati korenske kanale međusobno ili sa površinom korena.

## Struktura
U središtu svakog zuba je šuplje područje u kojem se nalaze meka tkiva, poput nerva, krvnih sudova i vezivnog tkiva. Ovo šuplje područje sadrži relativno širok prostor u krunskom delu zuba koji se naziva pulpna komora. Ti kanali prolaze kroz središte korena, slično načinu na koji grafit prolazi kroy olovku. Pulpa prima nutriente putem krvnih sudova, a senzorni nervi prenose signale nazad u mozak. Zub se može osloboditi od bola ako dođe do nepovratnog oštećenja pulpe, tretmanom korenskog kanala.
Anatomija korenskih kanala sastoji se od pulpne komore i korenskih kanala. Oba sadrže zubnu pulpu. Manji ogranci, koji se nazivaju pomoćni kanali, najčešće se nalaze u blizini korenskog vrha (apeksa), ali se mogu naći bilo gde po dužini korena. Ukupan broj korenskih kanala po zubu zavisi od broja korena zuba i u rasponu je od jednog do četiri, pet ili više u nekim slučajevima. Ponekad postoji više od jednog korenskog kanala po korenu. Neki zubi imaju promenljiviju unutrašnju anatomiju od drugih.
Neobični oblik korenskog kanala, složeno grananje (posebno postojanje horizontalnih grana) i više korenskih kanala smatraju se glavnim uzrocima zatajenja lečenja korenskih kanala. Npr. ako stomatolog previdi sekundarni korenski kanal, i on ostane neočišćen i nezapečaćen, on će ostati zaražen, uzrokujući da terapija korenskog kanala ne uspe.

### Sistem korenskog kanala
Specifične karakteristike i složenost unutrašnje anatomije zuba detaljno su proučavane. Koristeći tehniku replike na hiljadama zuba, Hes je već 1917. godine pojasnio da je unutrašnji prostor zubnih korena često složen sistem sastavljen od centralnog područja (kanali korena s okruglim, ovalnim ili nepravilnim oblikom preseka) i bočnim delovima (peraja, anastomoze i sporedni kanali). Zapravo, ova bočna komponenta može imati relativno veliku zapreminu, što otežava fazu čišćenja instrumentalnim postupkom, pri čemu ostaci vitalne ili nekrotične pulpe tkiva, kao i infektivni elementi, ne bivaju lako uklonjeni na ovim prostorima. Stoga je slika korenskih kanala koji imaju glatki, konični oblik uglavnom previše idealistička i podcenjuje doseg instrumentacije korenskih kanala.

### Sadržaji
Prostor unutar korenskih kanala ispunjen je visoko vaskularizovanim, labavim vezivnim tkivom, zvanim zubna pulpa. Zubna pulpa je tkivo od koga je sastavljen deo dentina. Zubna pulpa pomaže potpunom formiranju sekundarnih zuba (zubi odraslih) jednu do dve godine nakon izbijanja u ustima. Zubna pulpa takođe hrani i hidrira zubnu strukturu, čineći zub otpornijim, manje krtim i manje sklonim lomljenju prilikom žvakanja tvrde hrane. Uz to, zubna pulpa obezbeđuje toplu i hladnu senzornu funkciju.

### Varijacija
Korenski kanali s ovalnim presekom nalaze se u 50–70% korenskih kanala. Pored toga, kanali sa presekom „u obliku suze” su uobičajeni kada jedan koren sadrži dva kanala (kao što se dešava, na primer, sa dodatnim mesijalnim korenom koji se vidi kod donjih kutnjaka), suptilnosti koje mogu biti teže za procenu na klasičnim radiografima.
Nedavna ispitivanja pokazala su da upotreba konusnog CT skeniranja može da otkrije dodatne kanale koji bi bili propušteni u 23% slučajeva, što zauzvrat može dovesti do apikalnog parodontitisa. Naročito gornji kutnjaci imaju predispoziciju da imaju okultni akcesorni kanal kod skoro polovine pacijenata.

## Klinički značaj
Korenski kanal je takođe kolokvijalni pojam za stomatološku operaciju, endodontsku terapiju, gde se pulpa izvadi, prostor dezinfikuje, i zatim napuni.
Kada se koriste rotirajuće nikl-titanijumske (NiTi) bušilice u kanalima s poprečnim presecima ravno ovalnim ili u obliku suze, stvara se kružni otvor zbog rotacionog dejstva metala. Takođe, male šupljine unutar kanala kao što su bukalna ili lingvalna udubljenja, mogu da budu nepristupačna za instrumente, što potencijalno ostavlja rezidualne bolesti tokom dezinfekcije.
Ostaci tkiva ili biofilma duž takvih udubljenja neobrađenih istrumentima mogu dovesti do neuspeha procedure, kako zbog neadekvatne dezinfekcije, tako i zbog nemogućnosti pravilnog zatvaranja prostora korenskih kanala. Shodno tome, biofilm treba ukloniti sredstvom za dezinfekciju, obično natrijum hipohloritom, tokom tretmana korenskog kanala.

## Literatura
- Yu C, Abbott PV (mart 2007). „An overview of the dental pulp: its functions and responses to injury”. Australian Dental Journal. 52 (1 Suppl): S4—16. PMID 17546858. doi:10.1111/j.1834-7819.2007.tb00525.x.
- American Academy of Pediatric Dentistry. (2009). „Guideline on pulp therapy for primary and immature permanent teeth.” (PDF). Pediatr Dent. 31 (6): 179—86.
- Gutmann JL, Lovdahl PE (2011). Problem Solving in the Diagnosis of Odontogenic Pain in problem solving in endodontics (Fifth изд.).
- Michaelson PL, Holland GR (oktobar 2002). „Is pulpitis painful?”. International Endodontic Journal. 35 (10): 829—32. PMID 12406376. doi:10.1046/j.1365-2591.2002.00579.x.
- Iqbal M, Kim S, Yoon F (maj 2007). „An investigation into differential diagnosis of pulp and periapical pain: a PennEndo database study”. Journal of Endodontics. 33 (5): 548—51. PMID 17437869. doi:10.1016/j.joen.2007.01.006.
- „Endodontic diagnosis” (PDF). American Association of Endodontics. 2013.
- Rôças IN, Lima KC, Assunção IV, Gomes PN, Bracks IV, Siqueira JF (septembar 2015). „Advanced Caries Microbiota in Teeth with Irreversible Pulpitis”. Journal of Endodontics. 41 (9): 1450—5. PMID 26187422. doi:10.1016/j.joen.2015.05.013.
- Glickman G, Schweitzer J (2016). „universal classification in endodontic diagnosis”. Journal of Multidisciplinary Care.
- „Dental Pulp Neurophysiology: Part 1. Clinical and Diagnostic Implications”. www.cda-adc.ca. Архивирано из оригинала 2020-02-18. г. Приступљено 2020-02-21.
- Langenbach F, Naujoks C, Smeets R, Berr K, Depprich R, Kübler N, Handschel J (јануар 2013). „Scaffold-free microtissues: differences from monolayer cultures and their potential in bone tissue engineering”. Clinical Oral Investigations. 17 (1): 9—17. PMC 3585766 . PMID 22695872. doi:10.1007/s00784-012-0887-x.
- Fried, Kaj; Gibbs, Jennifer Lynn (2014),  Goldberg, Michel, ур., „Dental Pulp Innervation”, The Dental Pulp, Springer Berlin Heidelberg, стр. 75—95, ISBN 978-3-642-55159-8, doi:10.1007/978-3-642-55160-4_6
- Hedge, Jayshree (2008). Prep Manual for Undergraduates: Endodontics. India: Reed Elsevier India Private Limited. стр. 29. ISBN 978-81-312-1056-7.
- „Endodontic Diagnosis” (PDF). American Association of Endodontics. Архивирано (PDF) из оригинала 27. 1. 2021. г. Приступљено 14. 3. 2018.
- Michaelson PL, Holland GR (октобар 2002). „Is pulpitis painful?”. International Endodontic Journal. 35 (10): 829—32. PMID 12406376. doi:10.1046/j.1365-2591.2002.00579.x.
- Chen E, Abbott PV (2009). „Dental pulp testing: a review”. International Journal of Dentistry. 2009: 365785. PMC 2837315 . PMID 20339575. doi:10.1155/2009/365785 .
- Yoo, Hugo Hb; Nunes-Nogueira, Vania Santos; Fortes Villas Boas, Paulo J. (7. 2. 2020). „Anticoagulant treatment for subsegmental pulmonary embolism”. The Cochrane Database of Systematic Reviews. 2020 (2): CD010222. ISSN 1469-493X. PMID 32030721. doi:10.1002/14651858.CD010222.pub4.
- Jafarzadeh H (јун 2009). „Laser Doppler flowmetry in endodontics: a review”. International Endodontic Journal. 42 (6): 476—90. PMID 19459999. doi:10.1111/j.1365-2591.2009.01548.x .
- Nusstein JM, Reader A, Drum M (април 2010). „Local anesthesia strategies for the patient with a "hot" tooth”. Dental Clinics of North America. 54 (2): 237—47. PMID 20433976. doi:10.1016/j.cden.2009.12.003.
- „Pulp Necrosis: Symptoms, Tests, Causes, Risks, and Treatments”. Healthline (на језику: енглески). фебруар 2018. Архивирано из оригинала 2018-11-22. г. Приступљено 2018-11-22.
- Eramo S, Natali A, Pinna R, Milia E (април 2018). „Dental pulp regeneration via cell homing”. International Endodontic Journal. 51 (4): 405—419. PMID 29047120. doi:10.1111/iej.12868 .
- Oxford, Matthew (1. 1. 2014). „Tooth trauma: pathology and the treatment options”. In Practice (на језику: енглески). 36 (1): 2—14. ISSN 0263-841X. S2CID 76350641. doi:10.1136/inp.f7208. Архивирано из оригинала 22. 11. 2018. г. Приступљено 22. 11. 2018.

## Spoljašnje veze
- „Archived copy”. Архивирано из оригинала 20. 2. 2017. г. Приступљено 23. 7. 2013.

|  | Molimo Vas, obratite pažnju na važno upozorenje u vezi sa temama iz oblasti medicine (zdravlja). |